# Martirio di santa Caterina d'Alessandria (Moretto)
Il Martirio di santa Caterina d'Alessandria conosciuto anche come il Castigo di Dio è un dipinto a olio su tavola (101 × 66 cm) di Il Moretto, firmato e datato 
1531, conservato a Brescia in collezione privata. Il dipinto raffigura anche l'autoritratto dell'artista.

## Storia
Il dipinto fu realizzato dall'artista per l'antico duomo di Brescia venendo spostato nel 1604, a causa della distruzione della chiesa, in quella di San Giovanni Evangelista.

La tavola fu commissionata dall'arciprete Donato Savallo che aveva ordinato altri lavori al Moretto, vi è infatti una lettera del 23 dicembre 1530 dove i due personaggi interloquivano per risolvere un problema dell'organo. Fu poi acquistato nel 1648 dal collezionista veneziano Paolo del Sera, dove fu vista da Carlo Ridolfi che la elencò come opera di Paolo Veronese: 
(Paolo Veronese)
Il dipinto fu alienato, era infatti normale per del Sera acquistare lavori veneziani e immetterli sul mercato toscano e romano, passando alla collezione Barberini di Roma fino al 1938 e successivamente a Firenze nella collezione privata di Vittorio Frascione facendo poi ritorno a Brescia dove la tavola fu acquistata e conservata in collezione privata.
Fu Roberto Longhi a indicarlo come opera morettiana, indicazione confermata da altri studiosi e storici dell'arte. L'opera fu oggetto di restauro nel 1984-1986 a Brescia prima da Renato Giangualano e successivamente da Leonardo Gatti negli anni Novanta, e proprio in questi restauri furono riscoperte la firma e la data della tavola.

## Descrizione e stile
Il dipinto di piccole dimensioni, raffigura il martirio della santa alessandrina, nell'attimo in cui le ruote e il meccanismo oggetto della tortura si rompono, e, miracolosamente, invece di lacerare il corpo della santa diventano oggetto di morte per i carnefici, per questo viene conosciuto anche come Castigo di Dio, quelli che dovevano essere i carnefici, per volere di Dio diventano i martiri, grazie all'intervento dell'angelo raffigurato in alto a destra della tavola con lo scudo e con il braccio alzato verso il cielo sguainando una  spada a indicare la volontà divina. La raffigurazione riprende la Leggenda Aurea scritta da Jacopo da Varazze nel XIII secolo. Caterina era una giovane che si era unita misticamente in matrimonio con Cristo ma che l'imperatore Massenzio voleva sposare trovandosi ad Alessandria d'Egitto. Per obbligare la giovane al matrimonio aveva fatto costruire quattro ruote munite di punte avrebbero dovuto spaventare fino a uccidere la giovane. Il dipinto raffigura l'imperatore che guarda impotente l'angelo che con il suo gesto salva la giovane uccidendo i soldati del tiranno.
L'artista aveva raffigurato la tavola l'anno in cui la città di Brescia era finalmente tornata in pace e volendo raffigurare il castigo divino indicava anche come la giustizia del cielo fosse sempre presente. Il Moretto era un uomo di fede e poneva attenzione a tutti gli eventi storici e religiosi della sua terra, e nella tavole vuole raffigurare la rivincita del giusto che nasce con la pace della città.
Nella parte centrale della tavola sulla ruota lignea oggetto del martirio è presente la data 1531 e F A B (Fecit Alexander Bonvicini).
La scelta di autoritrarsi in uno degli sbirri il solo che indossa gli abiti del XVI secolo, è interessante. Il soggetto è il solo a non giacere inerme sul fondo del dipinto, ma alza il capo verso l'osservatore, caratteristica tipica degli autoritratti.
Durante la pulitura del dipinto è stato rimosso il colore rosso del manto della santa che è stato dipinto solo nel Seicento forse per dare maggior risalto alla tavola come era usava nel tempo. Ma molti sono stati gli interventi successivi alla consegna da parte del Moretto, in particolare la corona sul capo di Caterina è stata posta capo rimuovendo l'aureola. Le modifiche furono eseguite per la festa del 25 novembre 1535, giorno della santa e festa cittadina, anno in cui fu fondata la congregazione di sant'Orsola da Angela Merici. In occasione della festa oltre a rimuovere l'aureola fu modificato l'angelo trasformandolo in sant'Orsolo. Modifiche che non furono certo eseguite dall'artista.
La tavola è stata oggetto di approfondimento sia per la parte cromatica che stilistica, studi che hanno confermato sia il colore tipico del Moretto con l'uso di una pasta cromatica di un rosso acceso e gli azzurri nelle ombre della testa, nonché la composizione e posizione delle teste riprendono il dipinto Strage degli innocenti della chiesa bresciana di San Giovanni.